# MHL (2015/2016)
Sezon Młodzieżowej Hokejowej Ligi 2015/2016 – siódmy sezon juniorskich rozgrywek MHL.

## Uczestnicy
W porównaniem do poprzedniej edycji rozgrywki opuściły kluby: białoruskie Dynama-Szynnik Bobrujsk i Junost' Mińsk (przeszedł do MHL-B), czeski Energie z Pragi, austriacki Red Bull z Salzburga i Monachium, MHK Chimik Woskriesiensk, Bierkuty Kubani Krasnodar, Kapitan Stupino, Czełny z Nabierieżnyje Czełny (do MHL-B), Junior z Kurganu, Kristałł Bierdsk. Ponadto zespół Biełyje Tigry Orenburg został przeniesiony do Królewca, a jego miejsce zajęła drużyna Sarmaty z tego miasta. Białoruś zgłosiła do sezonu jeden zespół: Dynama-Raubiczy. Do rozgrywek został przyjęty zespół juniorskiej kadry Rosji do lat 18. Poza tym dokonano kilku przemieszczeń zespołów w ramach dywizji rozgrywek. Wskutek uszczuplenia liczby drużyn zagranicznych zmniejszył się zakres zespołów nierosyjskich z 6 do 3.
W strukturze podziału pozostał układ dwóch konferencji i czterech dywizji. Do sezonu 2015/2016 zgłoszono 31 zespołów. W połowie sierpnia 2015 ogłoszono kalendarz ligi.
| Ałmaz Czerepowiec                       | Czerepowiec     | Jewgienij Michałkiewicz | Siewierstal Czerepowiec       |
| Atłanty Mytiszczi                       | Mytiszczi       | Aleksiej Jaruszkin      | Atłant Mytiszczi              |
| Dinamo Sankt Petersburg                 | Petersburg      | Aleksandr Zybin         | Dinamo Moskwa                 |
| Dynama-Raubiczy                         | Mińsk           | Aleksandr Bielawski     | Dinamo Mińsk/Szynnik Bobrujsk |
| Łoko Jarosław                           | Jarosław        | Anatolij Chomienko      | Łokomotiw Jarosław            |
| HK Rīga                                 | Ryga            | Leonīds Tambijevs       | Dinamo Ryga                   |
| SKA-Sieriebrianyje Lwy Sankt Petersburg | Petersburg      | Andriej Kozyriew        | –                             |
| SKA-1946 Sankt Petersburg               | Petersburg      | Ilja Gorbuszyn          | SKA Sankt Petersburg          |
| Dywizja Centrum                         |                 |                         |                               |
| Amurskie Tigry Chabarowsk               | Chabarowsk      | Jurij Kaczałow          | Amur Chabarowsk               |
| Krasnaja Armija Moskwa                  | Moskwa          | Michaił Wasiljew        | CSKA Moskwa                   |
| HK MWD                                  | Bałaszycha      | Siergiej Orieszkin      | Dinamo Moskwa                 |
| Sachalinskie Akuły Jużnosachalińsk      | Jużnosachalińsk | Milan Sitar             |                               |
| MHK Spartak Moskwa                      | Moskwa          | Oleg Bratasz            | Spartak Moskwa                |
| Russkie Witiazi Czechow                 | Czechow         | Igor Gorbienko          | Witiaź Czechow                |
| Rosja U-18                              | Rosja           |                         |                               |
| Konferencja Wschód                      |                 |                         |                               |
| Dywizja Powołże                         |                 |                         |                               |
| Czajka Niżny Nowogród                   | Niżny Nowogród  | Wiktor Dobrochotow      | Torpedo Niżny Nowogród        |
| Irbis Kazań                             | Kazań           | Wadim Szajdullin        | Ak Bars Kazań                 |
| Ładja Togliatti                         | Togliatti       | Eduard Gorbajew         | Łada Togliatti                |
| Olimpija Kirowo-Czepieck                | Kirowo-Czepieck | Dmitrij Dmitrijew       | –                             |
| Rieaktor Niżniekamsk                    | Niżniekamsk     | Aleksandr Sokołow       | Nieftiechimik Niżniekamsk     |
| Sarmaty Orenburg                        | Orenburg        |                         | HK Orienburżje                |
| Stalnyje Lisy Magnitogorsk              | Magnitogorsk    | Igor Androsow           | Mietałłurg Magnitogorsk       |
| Tołpar Ufa                              | Ufa             | Aleksandr Siemak        | Saławat Jułajew Ufa           |
| Dywizja Ural Syberia                    |                 |                         |                               |
| Awto Jekaterynburg                      | Jekaterynburg   | Jewgienij Muchin        | Awtomobilist Jekaterynburg    |
| Biełyje Miedwiedi Czelabińsk            | Czelabińsk      | Anwar Gatijatulin       | Traktor Czelabińsk            |
| Kuznieckie Miedwiedi Nowokuźnieck       | Nowokuźnieck    | Jurij Gajlik            | Mietałłurg Nowokuźnieck       |
| Mamonty Jugry Chanty-Mansyjsk           | Chanty-Mansyjsk | Pawieł Jezowskich       | Jugra Chanty-Mansyjsk         |
| Omskie Jastrieby                        | Omsk            | Jurij Panow             | Awangard Omsk                 |
| Sibirskie Snajpiery Nowosybirsk         | Nowosybirsk     | Nikołaj Zawaruchin      | Sibir Nowosybirsk             |
| Snieżnyje Barsy Astana                  | Astana          | Gałym Mambietalijew     | Barys Astana                  |
| Tiumienski Legion                       | Tiumeń          | Aleksandr Kuźmin        | Rubin Tiumeń                  |

## Sezon zasadniczy
W sezonie zasadniczym triumfowali.
- Konferencja Zachód:
  - Dywizja Północny Zachód (42 mecze) – Łoko Jarosław: 92 pkt. (najlepsza drużyna całej ligi[11])
  - Dywizja Centrum (40 meczów) – Rosja U-18: 83 pkt.
- Konferencja Wschód:
  - Dywizja Powołże (44 mecze) – Stalnyje Lisy Magnitogorsk: 88 pkt.
  - Dywizja Ural-Syberia (44 mecze) – Omskie Jastrieby: 93 pkt.

## Faza play-off
Do fazy play-off zakwalifikowało się 16 drużyn tj. po 8 drużyn z każdej konferencji. W finale Łoko Jarosław pokonało Czajka Niżny Nowogród w meczach 4:1, zdobywając Puchar Charłamowa. Zwycięska drużyna była prowadzona przez trenera Dmitrija Krasotkina. Rywalizacji o trzecie miejsce nie rozgrywano.

## Superpuchar MHL
30 kwietnia 2016 w Uczałach zorganizowano mecz o Superpuchar MHL, w którym zmierzył się mistrz MHL (Łoko Jarosław) i triumfator MHL-B (Gorniak Uczały). Zwyciężyła drużyna Łoko 5:1.

## Nagrody i wyróżnienia

### Zawodnicy miesięcy i etapów
W trakcie sezonu przyznawano nagrody indywidualne w trzech kategoriach odnośnie do pozycji zawodników (bramkarz, obrońca, napastnik) za czas poszczególnych miesięcy oraz etapów w fazie play-off.
| Miesiąc     | Bramkarz                                | Obrońca                                   | Napastnik                                   |
| ----------- | --------------------------------------- | ----------------------------------------- | ------------------------------------------- |
| Wrzesień    | Artur Gajdullin (Sarmaty)               | Iwan Miszczenko (Omskie Jastrieby)        | Roman Kopijenko (Amurskie Tigry)            |
| Październik | Anton Krasotkin (Łoko)                  | Kamil Fazyłzianow (Rieaktor)              | Rafael Bikmullin (Rieaktor)                 |
| Listopad    | Aleksiej Krasikow (Sibirskie Snajpiery) | Kristaps Zīle (Riga)                      | Wasilij Głotow (SKA-Sieriebrianyje Lwy)     |
| Grudzień    | Anton Krasotkin (Łoko)                  | Zigurds Podziņš (Amurskie Tigry)          | Andriej Fieklistow (SKA-Sieriebrianyje Lwy) |
| Styczeń     | Ilja Rumiancew (Dinamo St. Petersburg)  | Danił Szczogolew (Omskie Jastrieby)       | Igor Ugolnikow (Rieaktor)                   |
| Luty        | Wiaczesław Wołkow (Krasnaja Armija)     | Nikołaj Diemidow (Sibirskie Snajpiery)    | Kiriłł Kaprizow (Kuznieckie Miedwiedi)      |
| 1/8 finału  | Anton Krasotkin (Łoko)                  | Nikołaj Diemidow (Sibirskie Snajpiery)    | Dienis Diuriagin (Ałmaz)                    |
| 1/4 finału  | Andriej Suchanow (Czajka)               | Iwan Wierieszczagin (Sibirskie Snajpiery) | Roman Gorbunow (Czajka)                     |
| 1/2 finału  | Anton Krasotkin (Łoko)                  | Ruszan Rafikow (Łoko)                     | Daniił Ilin (Czajka)                        |
| Finał       | Anton Krasotkin (Łoko)                  | Ruszan Rafikow (Łoko)                     | Jegor Korszkow (Łoko)                       |